# Oxiconazol
El oxiconazol es vendido bajo la marca Oxistat entre otras; es un medicamento antimicótico que se usa para tratar el pie de atleta, la tiña inguinal, la tiña, la tiña versicolor y las infecciones por hongos. Generalmente este medicamento se aplica sobre la piel en forma de crema o loción.
Los efectos secundarios de este medicamento incluyen irritación, ardor y picazón;  otros efectos secundarios pueden incluir dermatitis de contacto. El uso de este medicamento parece ser seguro durante el embarazo, aunque no ha sido bien estudiado.   Pertenece a la familia de medicamentos azólicos. Se cree que funciona aumentando la permeabilidad de la membrana celular.
Este medicamento fue patentado en 1975 y aprobado para uso médico en 1983. Está disponible como medicamento genérico. En Estados Unidos un tubo de 30 gramos cuesta unos 110 dólares estadounidenses.